# Dissoctena albidella
Dissoctena albidella är en fjärilsart som beskrevs av Hans Rebel 1902. Dissoctena albidella ingår i släktet Dissoctena och familjen säckspinnare. Inga underarter finns listade i Catalogue of Life.